# Philippe Valette
Philippe Valette est un auteur de bande dessinée français né le 13 janvier 1984 à Béziers. Il est lauréat du Prix Landerneau BD 2017 et du Fauve Polar SNCF 2018 pour l'album Jean Doux et le mystère de la disquette molle.

## Biographie
Natif de Béziers, Philippe Valette passe l'essentiel de sa jeunesse à Lyon. Après un bac en Arts Appliqués puis il obtient un DMA en cinéma d’animation. Pendant plusieurs années, il travaille dans le cinéma, l’animation, la publicité et les jeux vidéo puis il se tourne vers la bande dessinée.

## Publications

### Albums BD
- Georges Clooney, série, Delcourt
  1. Une histoire vrai(), 2013[2],[3]
  2. Mi-homme Michel, 2014[4],[5]
- Jean Doux et le mystère de la disquette molle, Delcourt, 2017 [6],[7],[8]
- L'Héritage fossile, Delcourt, 2024 [9]

### BD collectives
- Tu mourras moins bête..., album collectif sous la direction de Marion Montaigne, Delcourt

4. Professeur Moustache étale sa science !, 2015, (ISBN 978-2-7560-7317-0)
5. Quand y en a plus, 2019  (ISBN 978-2413021896)

## Distinctions
- Prix Landerneau BD 2017 pour l'album Jean Doux et le mystère de la disquette molle[12],[13]
- Fauve Polar SNCF 2018 pour l'album Jean Doux et le mystère de la disquette molle[8],[14]